# Karel Kožíšek
Karel Kožíšek es un deportista checo que compitió en piragüismo en la modalidad de aguas tranquilas. Ganó cinco medallas en el Campeonato Mundial de Piragüismo entre los años 1998 y 2003, y cinco medallas en el Campeonato Europeo de Piragüismo entre los años 1999 y 2004.

## Palmarés internacional
| Campeonato Mundial | Campeonato Mundial           | Campeonato Mundial | Campeonato Mundial |
| Año                | Lugar                        | Medalla            | Competición        |
| ------------------ | ---------------------------- | ------------------ | ------------------ |
| 1998               | Szeged (Hungría)             | Medalla de oro     | C4 200 m           |
| 1999               | Milán (Italia)               | Medalla de plata   | C4 200 m           |
| 2001               | Poznań (Polonia)             | Medalla de plata   | C4 200 m           |
| 2002               | Sevilla (España)             | Medalla de plata   | C4 200 m           |
| 2003               | Gainesville (Estados Unidos) | 02 ! [ n 1 ]       | C4 200 m           |
| Campeonato Europeo |                              |                    |                    |
| Año                | Lugar                        | Medalla            | Competición        |
| 1999               | Zagreb (Croacia)             | Medalla de oro     | C4 200 m           |
| 2000               | Poznań (Polonia)             | Medalla de oro     | C4 200 m           |
| 2001               | Milán (Italia)               | Medalla de oro     | C4 200 m           |
| 2002               | Szeged (Hungría)             | Medalla de bronce  | C4 200 m           |
| 2004               | Poznań (Polonia)             | Medalla de oro     | C4 200 m           |

1. ↑  En esta prueba el equipo ruso. Ganó la medalla de oro, fue descalificado al dar positivo por dopaje el piragüista Serguei Uleguin, por lo que al equipo checo le fue cambiada la medalla de bronce por la de plata.